# Chocholnianska dolina
Chocholnianska dolina je dolina v Bílých Karpatech, v podcelku Lopenická hornatina.
Východiskem do Chocholnianské doliny je obec Chocholná-Velčice. V údolí jsou ještě i dnes četná a obývaná kopaničářská sídla (Salašky, Pod tlstou horou, Palčie, Machnáč, Hrčárovce). Silnice směřuje až na vrch Kykula a přechází na českou stranu státní hranice. Chocholná stojí z velké části na náplavovém kuželu, který vznikl nánosy materiálu z erozivní činnosti potoka Chocholnica. Chocholnianska dolina je v dolní části poměrně širokou nivou s nízkým terénním ohraničením. Později začíná procházet přes geologický podklad tvořený horninami bradlového pásma - zprava je to masiv drietomského Žlabu (737 m n. m.) spolu se skalnatým vrchem Sokolí kameň a zleva jsou to vrchy Horného a Dolného Bradla. V horní části doliny jde již o morfologicky monotónní flyš.
Na úpatí Melčického vrchu se nachází přírodní památka Petrová.